# Coboldia fuscipes
Coboldia fuscipes är en tvåvingeart som först beskrevs av Johann Wilhelm Meigen 1830.  Coboldia fuscipes ingår i släktet Coboldia och familjen dyngmyggor. Arten är reproducerande i Sverige. Inga underarter finns listade i Catalogue of Life.

## Bildgalleri

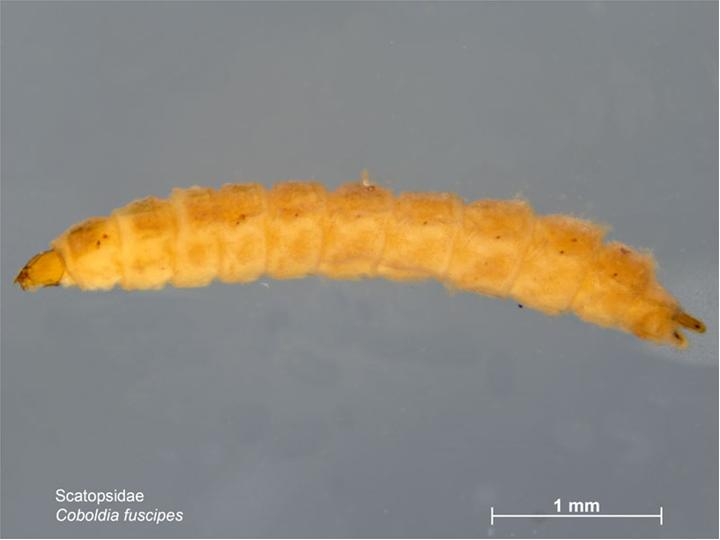